# Fair Game (2010)
Fair Game (Brasil: Jogo de Poder / Portugal: Jogo Limpo) é um filme de drama biográfico estadunidense de 2010, dirigido por Doug Liman e estrelado por Naomi Watts e Sean Penn. Ele é baseado nas memórias de Valerie Plame, Fair Game: My Life as a Spy, My Betrayal by the White House, e memórias de Joseph C. Wilson, The Politics of Truth: Inside the Lies that Led to War and Betrayed My Wife's CIA Identity: A Diplomat's Memoir.
Naomi Watts estrela como Plame e Sean Penn como seu marido, Joseph C. Wilson. Foi lançado em 2010 e foi uma das seleções oficiais a concorrer para a Palma de Ouro em 2010 no Festival de Cannes. Filme ganhou o "Freedom of Expression Award" do National Board of Review. O filme marcou a terceira colaboração de Watts e de Penn, tendo anteriormente co-estrelado juntos nos filmes 21 Grams e The Assassination of Richard Nixon.

## Sinopse
Em 2003, a agente da CIA Valerie Plame (Naomi Watts) trabalha para o Departamento contra a proliferação de armas e sua nova missão é investigar as armas do Iraque. Seu marido, o diplomata Joseph Wilson (Sean Penn), concluí em um de seus estudos que é impossível para o urânio enriquecido ter saido do Níger para o Iraque sem o conhecimento do governo dos Estados Unidos. Então, quando a administração George W. Bush declarou a guerra do Iraque com essa desculpa, decidiu publicá-lo no New York Times, para que toda a gente sabe que é uma mentira. Mas esse fato não é bem visto pelo governo estadunidense e da vida e do casamento e da família corre perigo.

## Elenco
- Naomi Watts como Valerie Plame
- Sean Penn como Joseph Wilson
- Noah Emmerich como Bill
- Ty Burrell como Fred
- Sam Shepard como Sam Plame
- Bruce McGill como James Pavitt
- Brooke Smith como Diana
- Michael Kelly como Jack
- Khaled El Nabawy como Hamed
- Anand Tiwari como Hafiz
- David Denman como Dave
- David Andrews como Scooter Libby
- Geoffrey Cantor como Ari Fleischer
- Adam LeFevre como Karl Rove
- Nassar como Mr. Tabir
- Satya Bhabha como Jason Neal

## Produção
Nicole Kidman e Russell Crowe foram originalmente lançados nos papéis principais em 2008.
Produção ocorreu em Washington, D.C. e Nova York. Em outubro de 2009 site de notícias do cinema Corona's Coming Attractions publicou uma análise exclusiva de uma fonte que tinha sido convidado para uma exibição teste do filme. O revisor deu o corte brusco para recomendação positiva chamando-o, "Um drama humano maravilhoso com suspense político que deve interessar a ninguém, não importa como eles votar."
O filme teve uma exibição pública durante o Festival de Cinema de Abu Dhabi em 21 de outubro de 2010 e obteve uma avaliação geral positiva. Houve também uma sessão Q&A mais tarde com o diretor.
Houve uma segunda pré-estréia em Brisbane, na Austrália, como parte do Festival Internacional de Cinema de Brisbane (BIFF) em 28 de outubro de 2010.

## Recepção crítica
Fair Game recebeu algumas críticas positivas, mas teve receita bruta de pouco mais de 9 milhões de dólares, enquanto os custos de produção superou 22 milhões de dólares. Rotten Tomatoes reportou que apenas 64% do público gostou do filme. O consenso crítico é: "se esforça o equilíbrio entre cinebiografia baseada em fatos e thriller político tenso, mas transborda jogo justo com ira - e beneficia de excelentes performances por Naomi Watts e Sean Penn".

## Precisão histórica
Houve vários conflitos quanto à exatidão histórica de Fair Game. Duas declarações no filme causaram diferentes respostas entre os analistas políticos. A primeira é de que a viagem de pesquisa para o Níger de Joe Wilson serviu para desacreditar a declaração britânica que afirmava que Saddam Hussein tinha realizado poucas tentativas para obter urânio do Níger. Em novembro de 2010 , em uma coluna no Washington Post sobre o filme, Walter Pincus e Richard Leiby, dois repórteres que cobriam o caso Plame, escreveram que algumas partes dessa caracterização eram precisas. Na National Review, o repórter Clifford May discordou, por escrito, que, ao invés de desacreditar a questão do urânio, a viagem de Wilson e o relato haviam reforçado a realidade, porque a informação mais importante que Wilson trouxe de sua missão na África era a missão de alto nível de comércio iraquano que havia visitado Níger em 1999. Em dezembro de 2010, o "Washington Post" novamente discorda, citando o artigo de 2004 Butler Review, que afirmou que a declaração original feito pelo governo britânico era precisa. Em resposta, o jornalista David Corn, escrevendo no Mother Jones, disse que, ao contrário da revisão Butler, a CIA havia declarado em um memorando confidencial que o pedido britânico sobre urânio tinha sido um exagero.
O segundo argumento que causou polêmica no filme foi a sugestão de que o nome de Plame vazou para a imprensa, e, sobretudo, Robert Novak, para alguém na Casa Branca, em retaliação a comentários públicos de Wilson sobre a questão do urânio. The Washington Post disse que a fonte de vazamento estava dentro do Departamento Oficial de Estado Richard Armitage, que no passado foi um adversário da guerra do Iraque e por isso não há razão para tentar descredibilizar Wilson. (Armitage não mencionou no Fair Game é apenas mencionado no título, no final do filme) Pincus e Leiby, por outro lado, consideraram que essa parte do filme foi precisa. Corn concordou , escrevendo que, embora Armitage tinha sido uma fonte de filtração, pode não ter sido a única fonte, e pode até mesmo ser que Karl Rove tenha vazado a informação. Rove confirmou a identidade de Plame para Novak, mas só depois de Novak já havia ouvido a informação de outra fonte.
Houve um maior consenso sobre outros aspectos do filme. No filme, Valerie Plame é mostrado para trabalhar em estreita colaboração, e secreta, com um grupo de cientistas iraquianos até que seu disfarce seja descoberto , está implícito que os cientistas foram abandonados como resultado. Pincus e Leiby,  em editorial de Washington Post, todo mundo concordou que Plame nunca trabalhou diretamente com os cientistas , e que o programa não termina quando seu nome foi revelado.